# Hof Beek

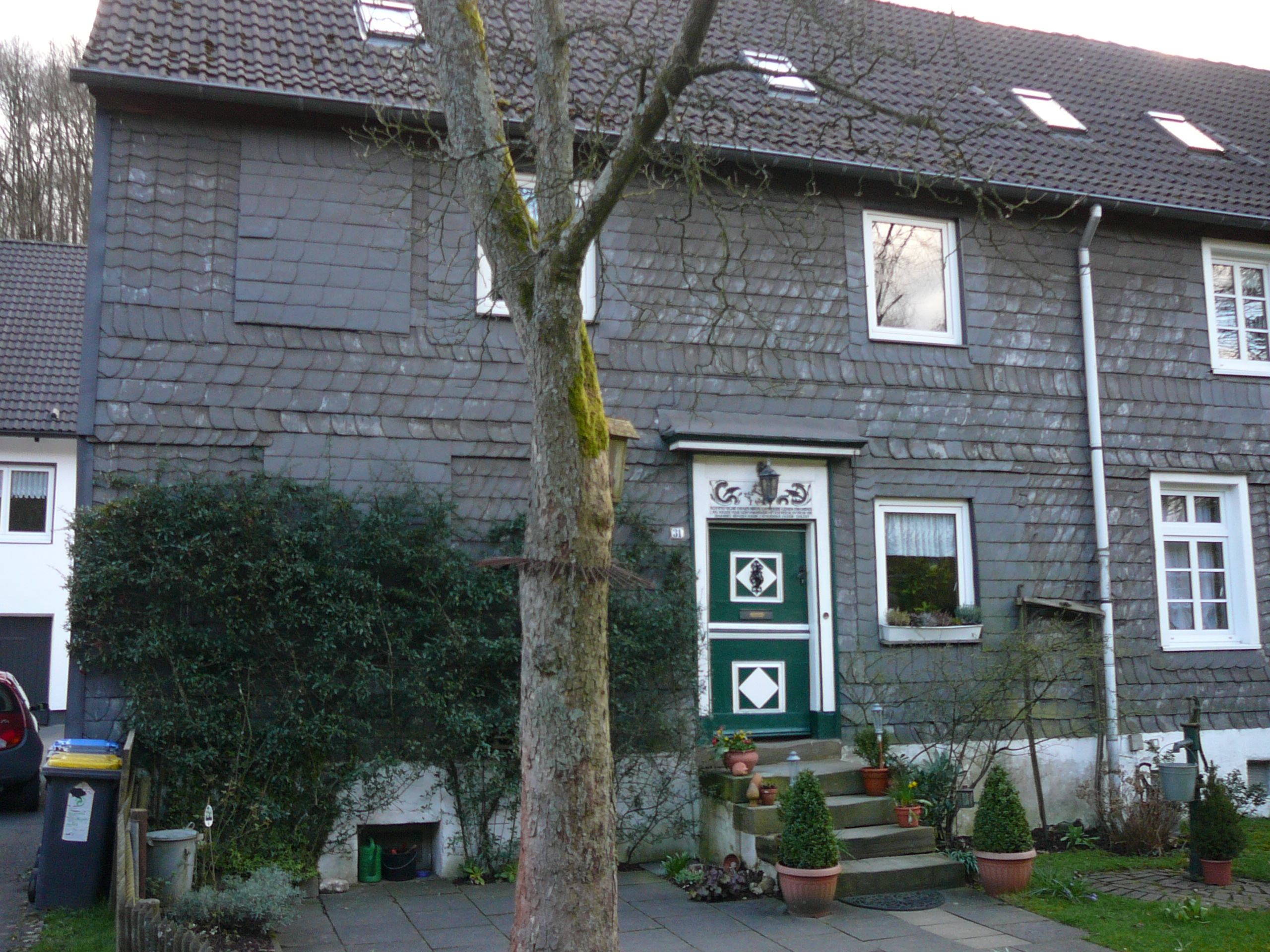
Hof Beek, südlicher Teil

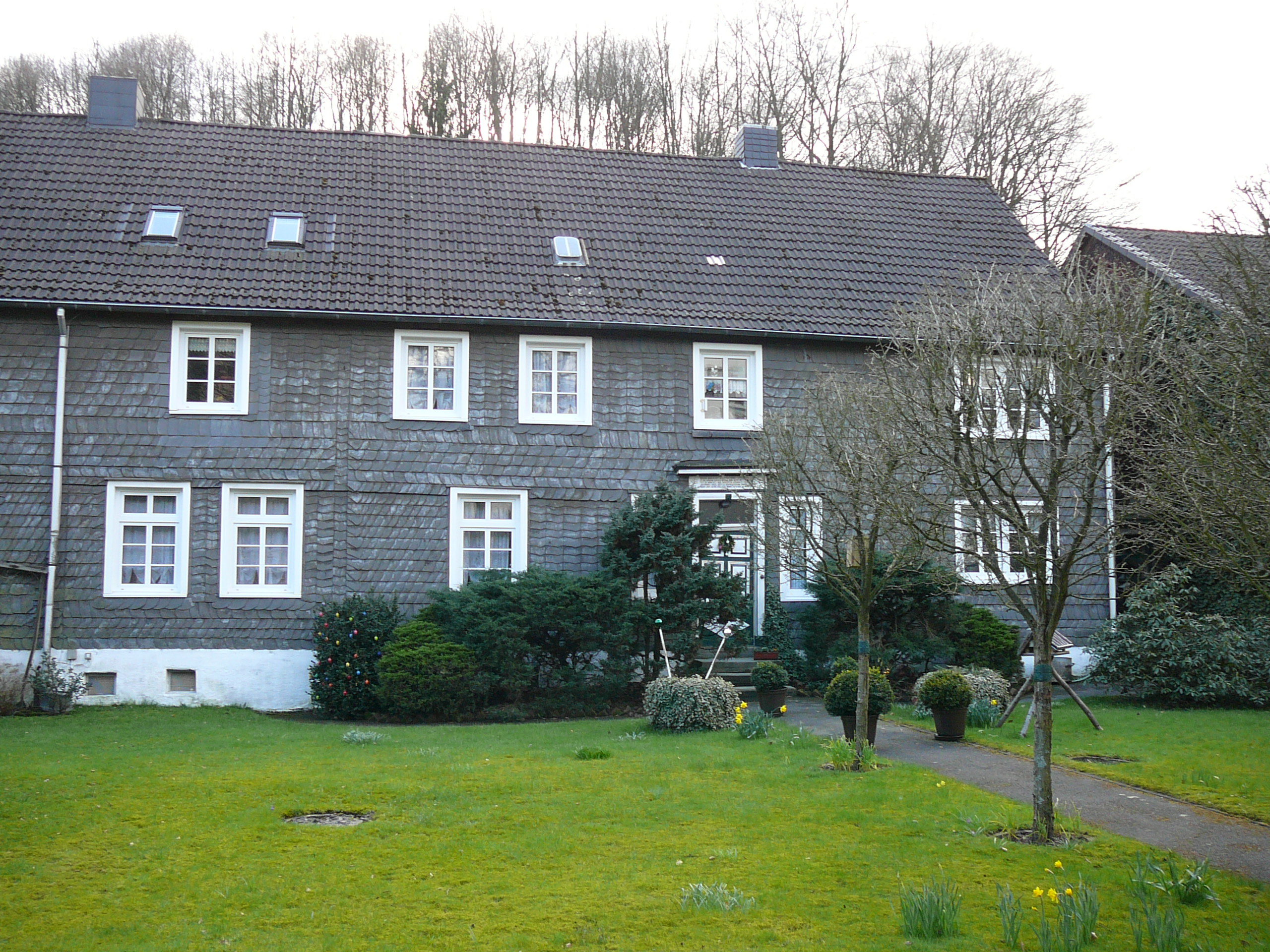
Hof Beek, nördlicher Teil

Der Hof Beek ist ein unter Denkmalschutz stehendes ehemaliges Gutshaus im Wuppertaler Stadtbezirk Uellendahl-Katernberg (Hausanschrift In der Beek 31 und 33).

## Beschreibung
Bei der Hofschaft „In der Beek“ handelt es sich um zwei zweigeschossige, in Fachwerkbauweise erstellte Wohnhäuser mit Satteldach. Das südliche Haus wird auf das Jahr 1760 datiert, das nördliche ist 1778 erbaut worden.
Eine Inschrift auf den Querbalken oberhalb einer Eingangstüre verrät das Baujahr. Im südlichen Haus hat sich eine barocke zweigeteilte Klöntür mit Supraporte erhalten. Den Eingang zum nördlichen Haus bildet eine Kassettentür, die im 19. Jahrhundert in die barocke Rahmung eingebaut wurde.
|  | „Ach Jesu segne dieses Haus · Las Fride gehen ein und aus · Las Hader fehe sein von hier · Damit ich reichlih diene Dir · Johannes Römer & Anna Catharina Escken · Ehleut“ – Inschrift des südlichen Hauses                                                                                      |
|  | „Wo der Herr nicht das haus bauet · so arbeiten umsonst die daran bauen · Wo der Herr nicht die Stadt behütet · so wachet der Wechter umsonst. Psalm 127 · Johannes Engelbertus Oerckermann – Anna Catharina vom Siepen – Eheleute Anno 1778 den 20. Augustus“ – Inschrift des nördlichen Hauses |

Die Fassade zur westlichen, rückwärtigen Seite ist nicht mehr in der historischen Form erhalten. Mit zum Gebäudeensemble gehört die Scheune bzw. Stallung, die sich im Norden anschließt. Diese wurde auf einen Sockel aus Bruchsteinen in Backsteinbauweise im späten 19. Jahrhundert (ca. 1880) erbaut.

## Geschichte
Das Gebiet im Nordwesten Wuppertals wurde schon um 1150 besiedelt. Der Hof Beek ist erstmals urkundlich 1542 erwähnt worden. Im Verzichtbuch steht mit diesem Jahreseintrag, dass Friedrichs Schwiegersohn in der Beek und dessen Hausfrau den halben Hof in der „Beg“ von ihrem Vater erhalten habe. Der Hof gehörte damals zum Besitztum des Erzbistums Köln. Später kam der Hof zum Bergischen Amt Elberfeld und war, als die heute erhaltenen Gebäude in der zweiten Hälfte des 18. Jahrhunderts erbaut wurden, dem Höfeverband Elberfeld unterstellt.
Am 7. Juli 1992 wurde das ursprüngliche Gutshaus einschließlich der Backsteinscheune unter Baudenkmalschutz gestellt.

## Heutige Nutzung

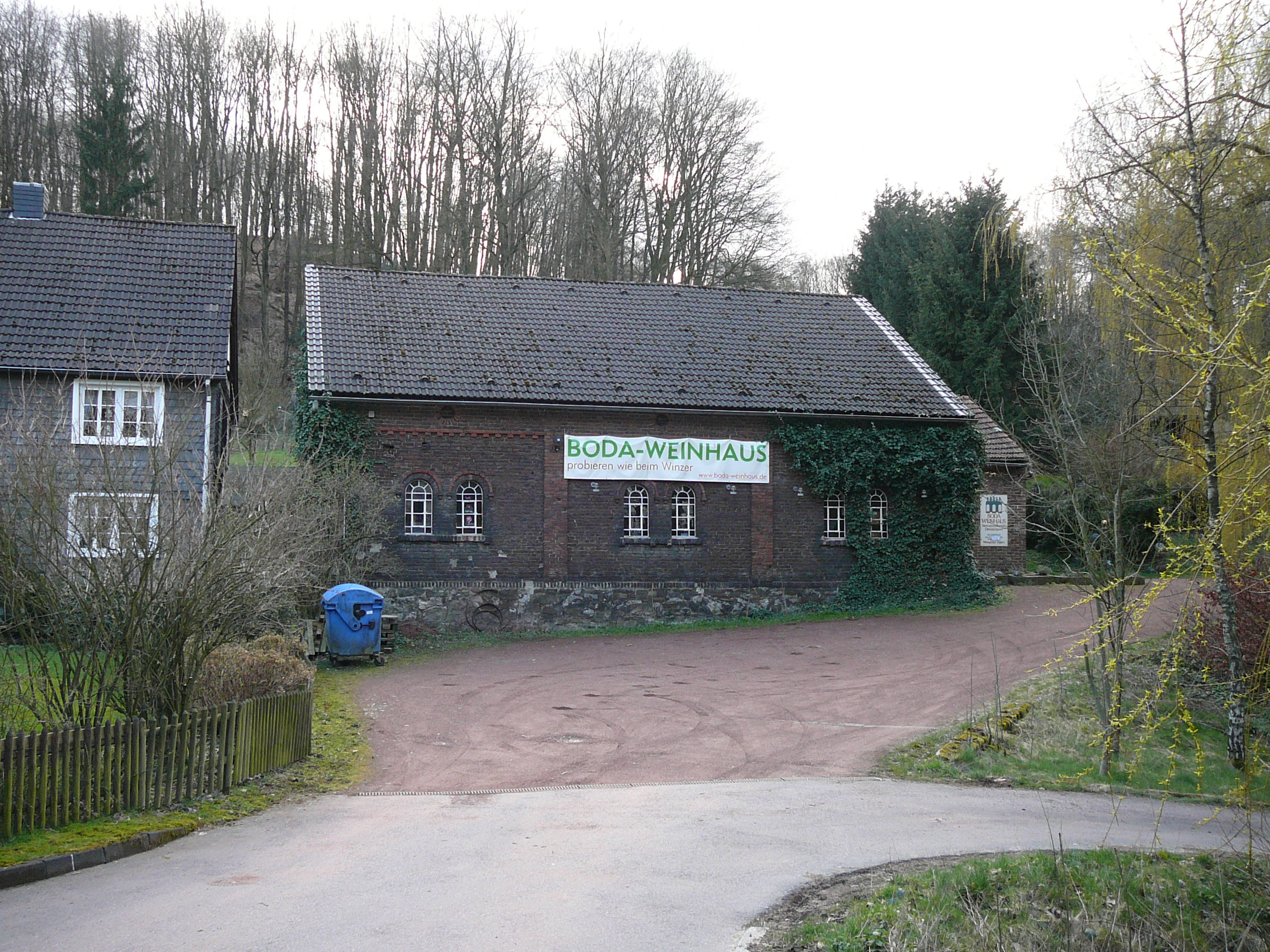
Backsteinscheune

Das ehemalige Gutshaus am Bachlauf der Varresbeck wird heute als Wohngebäude genutzt. In der ebenfalls denkmalgeschützten Backsteinscheune und der nördlichen Haushälfte hatte der Weinhändler Peter Bothmann im September 1985 einen Weinhandel mit einem Ladenlokal eröffnet.
Der Weinhandel wurde im Mai 2017 an diesem Standort eingestellt.
Seit September 2017 betreibt die Familie Singer/Mohr ein Café "Das Johann's", dessen Name an den verstorbenen Eigentümer Johannes Orth erinnern soll.
Am Gutshaus führt der Wanderweg Eulenkopfweg vorbei. Seit 2003 führt die Strecke des "Eulenkopflauf" als Landschaftsmarathon über den Eulenkopfweg.